# 国鉄タキ6100形貨車
国鉄タキ6100形貨車（こくてつタキ6100がたかしゃ）は、かつて日本国有鉄道（国鉄）及び1987年（昭和62年）4月の国鉄分割民営化後は日本貨物鉄道（JR貨物）に在籍した私有貨車（タンク車）である。
本項目では本形式と専用種別が同一のタキ7000形、タキ7050形についても解説する。

## タキ6100形
1958年（昭和33年）6月9日に日本車輌製造にてタキ1700形より1両（タキ1717）の専用種別変更（希硫酸→四塩化炭素）が行われ形式は新形式であるタキ6100形コタキ6100）とされた。種車（タキ1717）は1953年（昭和28年）7月6日に汽車製造にて製作され、改造時点で車齢5年であった。
記号番号表記は特殊標記符号「コ」（全長 12 m 以下）を前置し「コタキ」と標記する。
その後1961年（昭和36年）10月13日から1963年（昭和38年）12月27日にかけて4ロット6両（コタキ6102 - コタキ6107）が富士重工業にて新規製造された。その際何故かタキ6101は欠番であった。
1966年（昭和41年）9月24日に富士重工業にて1両（コタキ6105）の専用種別変更（四塩化炭素→リン酸）が行われタキ1250形に編入された（コタキ1256）。
本形式の他に四塩化炭素を専用種別とする形式にはタム5600形（2両）、タキ7000形（13両、後述）、タキ7050形（19両、後述）の3形式が存在した。
所有者は日本曹達、伊藤忠商事、関東電化工業の3社でありそれぞれの常備駅は信越本線（現在のえちごトキめき鉄道妙高はねうまライン）の二本木駅、常磐線の勿来駅、上越線の渋川駅であった。
1979年（昭和54年）10月より化成品分類番号「毒61」（毒性の物質、毒性物質、危険性度合2（中））が標記された。
タンク体はステンレスクラッド又はステンレス鋼製のドーム付き直円筒型であり、荷役方式はタンク上部にある積込口からの上入れ、液出管と空気管使用による上出し方式である。
車体色は黒、寸法関係は全長は9,100mm、全幅は2,350mm、全高は3,617mm、台車中心間距離は5,000mm又は7,500mm、実容積は18.8m3、自重は14.5t - 17.5t、換算両数は積車5.0、空車1.6であり、台車はベッテンドルフ式のTR41C、TR41Dであった。
1987年（昭和62年）4月の国鉄分割民営化時には5両（コタキ6102 - コタキ6104 ,コタキ6106 ,コタキ6107）の車籍がJR貨物に継承され、2007年（平成19年）10月に最後まで在籍した1両（コタキ6107）が廃車となり同時に形式消滅となった。

### 年度別製造数
各年度による製造会社（他形式よりの改造車は改造所）と両数、所有者は次のとおりである。
- 昭和33年度 - 1両
  - 日本車輌製造 1両 日本曹達（タキ1717→コタキ6100）
- 昭和36年度 - 4両
  - 富士重工業 3両 伊藤忠商事（コタキ6102 - コタキ6104）
  - 富士重工業 1両 伊藤忠商事（コタキ6105）
- 昭和38年度 - 2両
  - 富士重工業 1両 関東電化工業（コタキ6106）
  - 富士重工業 1両 関東電化工業（コタキ6107）

## タキ7000形
タキ7000形は、1958年（昭和33年）10月31日から1969年（昭和44年）6月10日にかけて13両（コタキ7000 - コタキ7012）が日本車輌製造（12両）、日立製作所（1両）の2社にて製造された、35t積の四塩化炭素専用のタンク車である。
記号番号表記は特殊標記符号「コ」（全長 12 m 以下）を前置し「コタキ」と標記する。
落成時の所有者は日本曹達、住友化学工業、信越化学工業の3社であった。
1974年（昭和49年）1月17日に住友化学工業所有車4両（コタキ7005 - コタキ7008）が日本石油輸送へ名義変更された。
1979年（昭和54年）10月より化成品分類番号「毒61」（毒性の物質、毒性物質、危険性度合2（中））が標記された。
タンク体はステンレス鋼製であり、ドーム付き、ドームなしの2種類が存在した。荷役方式はタンク上部にある液出入管からの上入れ、液出入管と空気管使用による上出し方式である。積み下ろしの際に供給する圧縮空気を除湿するための吸湿装置を装備した車も存在した。
車体色は黒、寸法関係は全長は10,100mm - 11,500mm、全幅は2,450mm、全高は3,723mm、台車中心間距離は6,000mm、実容積は21.9m3 - 22.2m3、自重は14.4t、換算両数は積車5.5、空車1.8であり、台車はベッテンドルフ式のTR41Cであった。
1987年（昭和62年）4月の国鉄分割民営化時には7両の車籍がJR貨物に継承されたが、1999年（平成11年）8月に最後まで在籍した1両（コタキ7006）が廃車となり同時に形式消滅となった。

### 年度別製造数
各年度による製造会社（他形式よりの改造車は改造所）と両数、所有者は次のとおりである。
- 昭和33年度 - 1両
  - 日本車輌製造 1両 日本曹達（コタキ7000）
- 昭和35年度 - 1両
  - 日本車輌製造 1両 日本曹達（コタキ7001）
- 昭和37年度 - 2両
  - 日本車輌製造 1両 日本曹達（コタキ7002）
  - 日本車輌製造 1両 日本曹達（コタキ7003）
- 昭和38年度 - 5両
  - 日本車輌製造 1両 日本曹達（コタキ7004）
  - 日本車輌製造 4両 住友化学工業（コタキ7005 - コタキ7008）
- 昭和39年度 - 3両
  - 日本車輌製造 1両 日本曹達（コタキ7009）
  - 日本車輌製造 2両 日本曹達（コタキ7010 - コタキ7011）
- 昭和44年度 - 1両
  - 日立製作所 1両 信越化学工業（コタキ7012）

## タキ7050形
1965年（昭和40年）3月24日に2両（コタキ7050 - コタキ7051）が汽車製造にて35t積の四塩化炭素専用のタンク車として製作された。前級であるタキ7000形より自重の軽量化がなされたことにより別形式になったものと推定されている。
その後1969年（昭和44年）7月30日から1977年（昭和52年）3月3日にかけて17両（コタキ7052 - コタキ7068）が日本車輌製造（10両）、富士重工業（7両）の2社にて製造された。
記号番号表記は特殊標記符号「コ」（全長 12 m 以下）を前置し「コタキ」と標記する。
落成時の所有者は東亞合成化学工業、伊藤忠商事、関東電化工業、日本曹達、日本石油輸送の5社であった。
1989年（平成元年）から1993年（平成5年）にかけて日本曹達所有車8両（コタキ7058 - コタキ7065）が信越化学工業、東亞合成化学工業（その後東亞合成へ社名変更）、呉羽化学工業へ名義変更された。
1979年（昭和54年）10月より化成品分類番号「毒61」（毒性の物質、毒性物質、危険性度合2（中））が標記された。
タンク体はステンレス鋼製であり、荷役方式はタンク上部にある積込口又は液出入管からの上入れ、液出入管と空気管使用による上出し方式である。積み下ろしの際に供給する圧縮空気を除湿するための吸湿装置を装備した車も存在した。
車体色は黒色又は銀色であり、寸法関係は全長は9,800mm、全幅は2,400mm、全高は3,881mm、台車中心間距離は5.700mm - 6,500mm、実容積は21.9m3、自重は13.8t、換算両数は積車5.0、空車1.4であり、台車はコタキ7050 - コタキ7058はベッテンドルフ台車のTR41Cであったが、コタキ7050 ,コタキ7051は後にコイルばね式のTR41Dに改造されている。コタキ7059 - コタキ7067は平軸受・コイルばね式のTR41E-12、コタキ7068はコロ軸受・コイルばね式のTR225であった。更にその後、東亞合成が所有するコタキ7058 ,コタキ7063 ,コタキ7064は他車から転用したTR225へ換装した。
1987年（昭和62年）4月の国鉄分割民営化時には全車（19両）の車籍がJR貨物に継承され、2010年（平成22年）4月1日現在3両が在籍している。

### 年度別製造数
各年度による製造会社（他形式よりの改造車は改造所）と両数、所有者は次のとおりである。
- 昭和39年度 - 2両
  - 汽車製造 2両 東亞合成化学工業（コタキ7050 - コタキ7051）
- 昭和44年度 - 1両
  - 日本車輌製造 1両 伊藤忠商事（コタキ7052）
- 昭和46年度 - 5両
  - 富士重工業 1両 関東電化工業（コタキ7053）
  - 日本車輌製造 3両 日本曹達（コタキ7054 - コタキ7056）
  - 日本車輌製造 1両 伊藤忠商事（コタキ7057）
- 昭和47年度 - 1両
  - 日本車輌製造 1両 日本曹達（コタキ7058）
- 昭和48年度 - 5両
  - 富士重工業 3両 日本曹達（コタキ7059 - コタキ7061）
  - 日本車輌製造 2両 日本曹達（コタキ7062 - コタキ7063）
- 昭和49年度 - 4両
  - 富士重工業 2両 日本曹達（コタキ7064 - コタキ7065）
  - 日本車輌製造 1両 日本曹達（コタキ7066）
  - 富士重工業 1両 関東電化工業（コタキ7067）
- 昭和51年度 - 1両
  - 日本車輌製造 1両 日本石油輸送（コタキ7068）